# 服部康成
服部康成（1566年—1635年），是日本戰國時代、江戶時代前期的武將，津輕氏（大浦氏）的家臣。

## 經歷
於1600年關原之戰中的大垣城之戰認識了同為攻擊方的將領津輕為信，被為信以300石俸祿登用為家臣，之後更是升到1000石、3000石，成為弘前藩的首席家老處理藩政，如1630年岩木山百澤寺山門、1631年大平山長勝寺山門的擔當奉行等。被譽為「無比的良臣」。

## 出身
關於他的出身記載並不詳細。有說法是服部正成的兒子之一，也就是跟德川家關係匪淺。他親近津輕為信的原因很可能是以監視為主，因為為信與石田三成交情很好，三成於關原之戰敗走後派長子津輕信建護送三成次子石田重成回國，德川家康對津輕家有警戒心便派遣康成當做監視人員。類似的人物還有像本多正信的次子本多政重及水野勝成等等。

## 相關作品
- 津輕風雲錄 - 長部日出雄著